# العلاقات التنزانية الميكرونيسية
العلاقات التنزانية الميكرونيسية هي العلاقات الثنائية التي تجمع بين تنزانيا وولايات ميكرونيسيا المتحدة.

## مقارنة بين البلدين
هذه مقارنة عامة ومرجعية للدولتين:
| وجه المقارنة                                              | تنزانيا                        | ولايات ميكرونيسيا المتحدة |
| --------------------------------------------------------- | ------------------------------ | ------------------------- |
| المساحة (كم2)                                             | 947.30 ألف                     | 702                       |
| عدد السكان (نسمة)                                         | 57.31 مليون                    | 105.54 ألف                |
| الكثافة السكانية (ن./كم²)                                 | 60.5                           | 15.03 ألف                 |
| العاصمة                                                   | دودوما                         | باليكير                   |
| اللغة الرسمية                                             | اللغة السواحلية، لغة إنجليزية  | لغة إنجليزية              |
| العملة                                                    | شيلينغ تانزاني                 | دولار أمريكي              |
| الناتج المحلي الإجمالي (بليون دولار)                      | 52.09 مليار                    | 336.43 مليون              |
| الناتج المحلي الإجمالي (تعادل القوة الشرائية) بليون دولار | 138.73 مليار                   | 365.27 مليون              |
| الناتج المحلي الإجمالي الاسمي للفرد دولار أمريكي          | 878                            | 3.02 ألف                  |
| الناتج المحلي الإجمالي للفرد دولار أمريكي                 | 2.54 ألف                       |                           |
| مؤشر التنمية البشرية                                      | 0.521                          | 0.640                     |
| رمز المكالمات الدولي                                      | +255                           | +691                      |
| رمز الإنترنت                                              | .tz                            | .fm                       |
| المنطقة الزمنية                                           | ت ع م+03:00، توقيت شرق أفريقيا |                           |

## منظمات دولية مشتركة
يشترك البلدان في عضوية مجموعة من المنظمات الدولية، منها:
| علم المنظمة | اسم المنظمة                                 | تاريخ انضمام تنزانيا | تاريخ انضمام ولايات ميكرونيسيا المتحدة |
| ----------- | ------------------------------------------- | -------------------- | -------------------------------------- |
|             | مؤسسة التنمية الدولية                       | 6 نوفمبر 1962        | 24 يونيو 1993                          |
|             | يونسكو                                      | 6 مارس 1962          | 19 أكتوبر 1999                         |
|             | وكالة ضمان الاستثمار متعدد الأطراف          | 19 يونيو 1992        | 11 أغسطس 1993                          |
|             | الأمم المتحدة                               | 14 ديسمبر 1961       | 17 سبتمبر 1991                         |
|             | مجموعة دول أفريقيا والكاريبي والمحيط الهادئ | ?                    | ?                                      |
|             | البنك الدولي للإنشاء والتعمير               | 10 سبتمبر 1962       | 24 يونيو 1993                          |
|             | الاتحاد الدولي للاتصالات                    | 31 أكتوبر 1962       | 18 مارس 1993                           |
|             | منظمة حظر الأسلحة الكيميائية                | ?                    | ?                                      |
|             | مؤسسة التمويل الدولية                       | 10 سبتمبر 1962       | 24 يونيو 1993                          |
|             | المركز الدولي لتسوية المنازعات الاستشارية   | 17 يونيو 1992        | 24 يوليو 1993                          |

## وصلات خارجية
- موقع وزارة الخارجية التنزانية